# Genneville
Genneville est une commune française, située dans le département du Calvados en région Normandie, peuplée de 819 habitants.

## Géographie

### Localisation
La commune est au nord du pays d'Auge. Son bourg est à 7,5 km au nord-ouest de Beuzeville, à 7,5 km au sud de Honfleur et à 13 km au nord-est de Pont-l'Évêque.
| Gonneville-sur-Honfleur       | Ablon                   | Manneville-la-Raoult (Eure, par un angle) |
| Fourneville, Le Theil-en-Auge | Genneville              | Quetteville                               |
| Le Theil-en-Auge              | Saint-Benoît-d'Hébertot | Quetteville                               |

### Hydrographie
La commune est située dans le bassin Seine-Normandie. Elle est drainée par la Morelle, l'Orange, le cours d'eau 01 de la commune de Genneville, le cours d'eau 01 de la commune de Saint-Benoit-D'Hebertot, le ruisseau de la Planche du Theil et le fossé 01 de la commune de la Theil-en-Auge,,.
La Morelle, d'une longueur de 18 km, prend sa source dans la commune de Beuzeville et se jette  dans la Seine à Honfleur, après avoir traversé huit communes. 

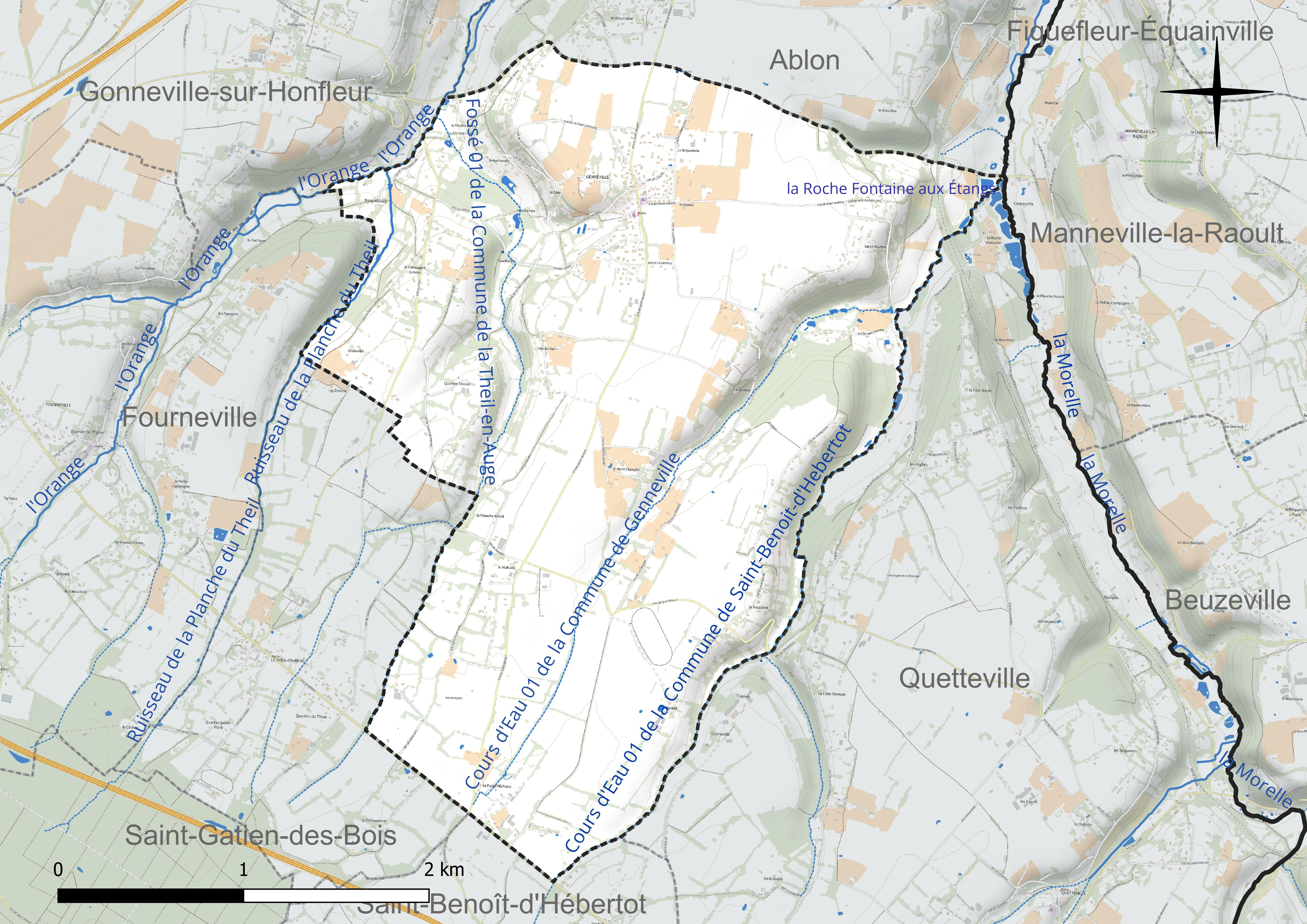
Réseau hydrographique de Genneville.

### Climat
Pour des articles plus généraux, voir Climat de la Normandie et Climat du Calvados.
En 2010, le climat de la commune est de type climat océanique franc, selon une étude du CNRS s'appuyant sur une série de données couvrant la période 1971-2000. En 2020, Météo-France publie une typologie des climats de la France métropolitaine dans laquelle la commune est exposée à un climat océanique et est dans la région climatique  Côtes de la Manche orientale, caractérisée par un faible ensoleillement (1 550 h/an) ; forte humidité de l'air (plus de 20 h/jour avec humidité relative > 80 % en hiver), vents forts fréquents. Parallèlement le GIEC normand, un groupe régional d'experts sur le climat, différencie quant à lui, dans une étude de 2020, trois grands types de climats pour la région Normandie, nuancés à une échelle plus fine par les facteurs géographiques locaux. La commune est, selon ce zonage, exposée à un « climat contrasté des collines », correspondant au Pays d'Auge, Lieuvin et Roumois, moins directement soumis aux flux océaniques et connaissant toutefois des précipitations assez marquées en raison des reliefs collinaires qui favorisent leur formation.
Pour la période 1971-2000, la température annuelle moyenne est de 10,3 °C, avec  une amplitude thermique annuelle de 12,7 °C. Le cumul annuel moyen de précipitations est de 873 mm, avec 12,8 jours de précipitations en janvier et 8,7 jours en juillet. Pour la période 1991-2020, la température moyenne annuelle observée sur la station météorologique la plus proche, située sur la commune de Saint-Gatien-des-Bois à 7 km à vol d'oiseau, est de 11,0 °C et le cumul annuel moyen de précipitations est de 920,4 mm,. Pour l'avenir, les paramètres climatiques de la commune estimés pour 2050 selon différents scénarios d'émission de gaz à effet de serre sont consultables sur un site dédié publié par Météo-France en novembre 2022.

## Urbanisme

### Typologie
Au 1er janvier 2024, Genneville est catégorisée commune rurale à habitat dispersé, selon la nouvelle grille communale de densité à 7 niveaux définie par l'Insee en 2022.
Elle appartient à l'unité urbaine de Honfleur, une agglomération inter-départementale dont elle est une commune de la banlieue,. Par ailleurs la commune fait partie de l'aire d'attraction de Honfleur, dont elle est une commune de la couronne,. Cette aire, qui regroupe 11 communes, est catégorisée dans les aires de moins de 50 000 habitants,.

### Occupation des sols
L'occupation des sols de la commune, telle qu'elle ressort de la base de données européenne d'occupation biophysique des sols Corine Land Cover (CLC), est marquée par l'importance des territoires agricoles (93,7 % en 2018), en diminution par rapport à 1990 (97 %). La répartition détaillée en 2018 est la suivante : 
prairies (57,8 %), terres arables (30,4 %), zones agricoles hétérogènes (5,5 %), zones urbanisées (3,4 %), forêts (3 %). L'évolution de l'occupation des sols de la commune et de ses infrastructures peut être observée sur les différentes représentations cartographiques du territoire : la carte de Cassini (XVIIIe siècle), la carte d'état-major (1820-1866) et les cartes ou photos aériennes de l'IGN pour la période actuelle (1950 à aujourd'hui).

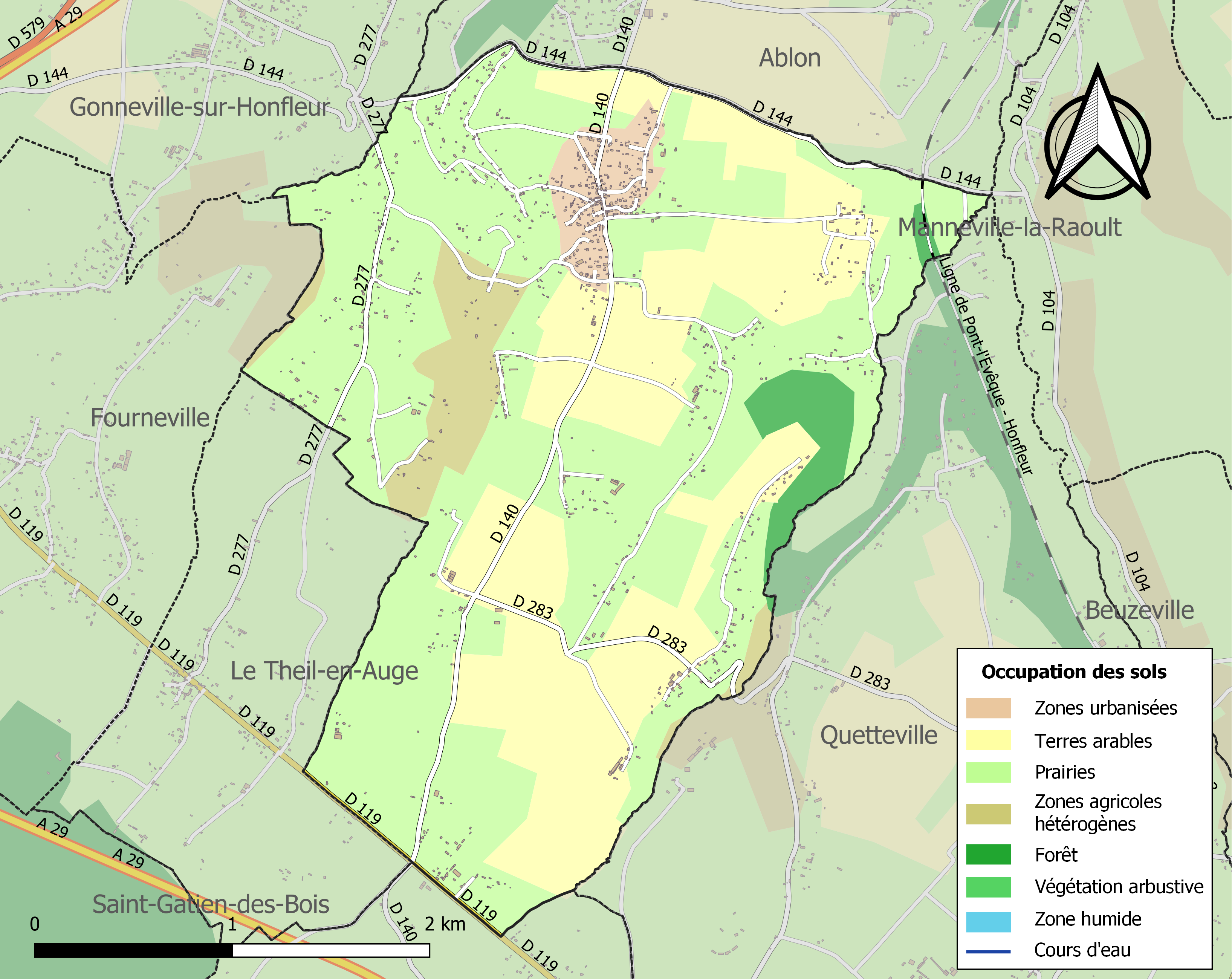
Carte des infrastructures et de l'occupation des sols de la commune en 2018 (CLC).

## Toponymie
Le nom de la localité est attesté sous les formes Genneville, Guinequevilla en 1215, puis Gyneville en 1579.
Il s'agit d'un type toponymique médiéval en -ville « domaine rural », dans lequel l'identification du premier élément Genne- pose un certain nombre de problèmes.
« La ferme de Winicho », anthroponyme de type germanique, si la seconde forme de 1215 est juste et se rapporte bien à ce toponyme.
Cependant, on devrait avoir quelque chose comme *Vin(ne)queville (comme Menesqueville avec le nom de personne Manniko et Sauqueville avec le nom de personne Saliko). En outre, [w] a abouti régulièrement à [v] en Normandie septentrionale, on devrait donc trouver des formes anciennes présentant un W- et un V- initial, ce qui n'est pas le cas.
Aussi, un rapprochement s'impose avec, d'une part Gennevilliers (Ginnivillare XIIe siècle), composé avec un anthroponyme germanique continental, et d'autre part Gennetot à Portbail (Manche) associé l'appellatif norrois topt, toft « site, emplacement d'une habitation, d'une ferme » et qui pourrait contenir le nom de personne scandinave *Ginni, non attesté, mais mentionné dans le Domesday Book sous les formes Ghinius et Genius. Gintoft (Gyntoft 1483), toponyme danois dans le Schleswig-Holstein (Allemagne), pourrait contenir ce même nom.
Le gentilé est Gennevillais.

## Histoire
En 1813, Genneville (663 habitants en 1806) absorbe Saint-Martin-le-Vieux (194 habitants).

## Politique et administration
| Période                                  | Période   | Identité       | Étiquette | Qualité                |
| ---------------------------------------- | --------- | -------------- | --------- | ---------------------- |
| 1995                                     | mars 2008 | Daniel Bernard |           | Paysan                 |
| mars 2008                                | En cours  | Moïse Andrieu  |           | Entrepreneur forestier |
| Les données manquantes sont à compléter. |           |                |           |                        |

## Démographie
L'évolution du nombre d'habitants est connue à travers les recensements de la population effectués dans la commune depuis 1793. Pour les communes de moins de 10 000 habitants, une enquête de recensement portant sur toute la population est réalisée tous les cinq ans, les populations de référence des années intermédiaires étant quant à elles estimées par interpolation ou extrapolation. Pour la commune, le premier recensement exhaustif entrant dans le cadre du nouveau dispositif a été réalisé en 2007.
En 2022, la commune comptait 819 habitants, en évolution de +1,24 % par rapport à 2016 (Calvados : +1,58 %, France hors Mayotte : +2,11 %).
Genneville a compté jusqu'à 838 habitants en 1821.
| 1793 | 1800 | 1806 | 1821 | 1831 | 1836 | 1841 | 1846 | 1851 |
| ---- | ---- | ---- | ---- | ---- | ---- | ---- | ---- | ---- |
| 551  | 359  | 663  | 838  | 813  | 820  | 763  | 728  | 676  |

| 1856 | 1861 | 1866 | 1872 | 1876 | 1881 | 1886 | 1891 | 1896 |
| ---- | ---- | ---- | ---- | ---- | ---- | ---- | ---- | ---- |
| 656  | 675  | 609  | 603  | 644  | 591  | 603  | 605  | 565  |

| 1901 | 1906 | 1911 | 1921 | 1926 | 1931 | 1936 | 1946 | 1954 |
| ---- | ---- | ---- | ---- | ---- | ---- | ---- | ---- | ---- |
| 571  | 570  | 547  | 487  | 439  | 430  | 454  | 471  | 427  |

| 1962 | 1968 | 1975 | 1982 | 1990 | 1999 | 2006 | 2007 | 2012 |
| ---- | ---- | ---- | ---- | ---- | ---- | ---- | ---- | ---- |
| 389  | 334  | 329  | 468  | 472  | 597  | 702  | 718  | 779  |

| 2017 | 2022 | - | - | - | - | - | - | - |
| ---- | ---- | - | - | - | - | - | - | - |
| 827  | 819  | - | - | - | - | - | - | - |

## Lieux et monuments

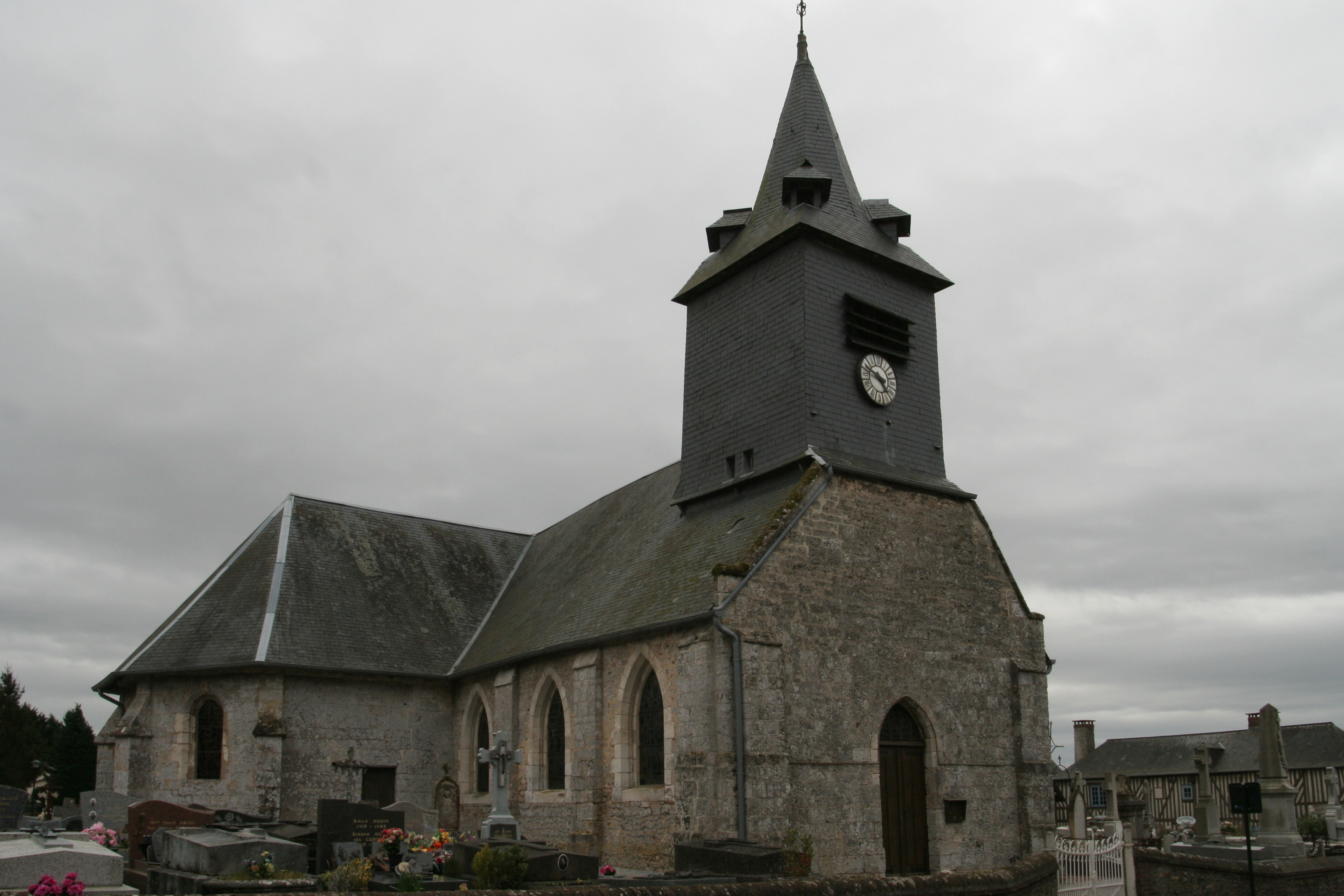
L'église Saint-Ouen.

- L'église Saint-Ouen date des XIIIe et XIVe siècles, le transept est du XVIe et les retables du XVIIe. La chaire a été restaurée et bénite le 22 août 2015. Dans le cimetière, on découvre une belle croix en fer forgé du XVIIIe siècle.
- Sur la place, en face de l'église, on peut remarquer un ensemble de belles maisons en pierre restaurées dont la plus imposante appelé "Le Chateau" date de 1876, date inscrite sur un bâtiment.
- Statue de saint Joseph à l'entrée du village.